# Tatort: Borowski und die heile Welt
Borowski und die heile Welt ist ein Fernsehfilm aus der Krimireihe Tatort und wurde am 3. Mai 2009 auf Das Erste zum ersten Mal gesendet. Er ist der 12. Fall des Kieler Ermittlers Klaus Borowski.

## Handlung
Michelle Nowak ist ein lebensfrohes kleines Mädchen, doch ihre Eltern streiten sich oft und sind meist nur genervt. Da ihre Mutter ein zweites Kind erwartet, ist sie ganz besonders schnell reizbar. Als sie sich wieder einmal streiten, läuft Michelle weg und am Abend meldet ihre Mutter sie als vermisst.
Am nächsten Tag wird das Kind tot auf einer Fähre aufgefunden. Jemand hat sie erstickt. Als Borowski Nadine Nowak aufsucht, ahnt sie bereits, dass er keine gute Nachricht für sie hat. Der Rechtsmediziner stellt ältere Hämatome und auch andere Auffälligkeiten fest, die auf eine regelmäßige Misshandlung des Mädchens hinweisen. Als Borowski die Eltern darauf anspricht, verstärkt sich der Eindruck, dass das Verhältnis der Eheleute zueinander sehr angespannt ist. Der Vater des Kindes, Thies Nowak, ist zudem vorbestraft und besitzt ein gewisses Gewaltpotential. Borowski sieht sich in Michelles Zimmer um und gewinnt den Eindruck, dass das Kind vor etwas Angst hatte. Von den Nachbarn erfährt er, dass Thies Nowak allgemein als gewalttätig bekannt ist.
In der Schule erhält Borowski von Michelles Mitschülern einen Hinweis auf Tim Hansen. Er arbeitet im Restaurant von Thies Nowak und hat Michelle gemocht und gern zum Lachen gebracht. Doch sein Bruder Eddy hält ihn für pädophil und meint Beweismaterial gegen Tim zu haben. Borowski geht dem nach, kann aber keine weiteren belastenden Indizien finden.
Nach wie vor hält er Michelles Vater für fähig, dem Kind etwas angetan zu haben. Ein Notruf von Nowaks Nachbarn, als Thies gerade mal wieder einen Ausraster hat und mit dem Auto fluchtartig das Grundstück verlässt, bestätigt ihn darin. Seine Frau allerdings sagt nichts Nachteiliges über ihren Mann. Frieda Jung meint, sie schütze ihn aus Angst, ihn zu verlieren, was nicht ungewöhnlich sei und ein sehr typisches Verhaltensmuster bei vielen Eheleuten wäre. Allmählich kommt Borowski dahinter, dass Nadine ein ganz durchtriebenes Spiel spielt. Mit allen erdenklichen Mitteln und auch autoaggressivem Verhalten findet sie immer wieder Möglichkeiten, ihren Mann an sich zu binden und seine Fürsorge für sie zu erzwingen. Eine heile Welt möchte sie um sich herum errichten. Eine Familie ohne Konflikte – eine Traumwelt, die es nicht gibt. Um ihren Mann nur noch für sich zu haben, zündet sie sogar sein Restaurant an.
Als Nadine Nowak herausfindet, dass Borowski sie durchschaut hat, flüchtet sie zu ihrer Mutter. Ihr gegenüber spricht sie über den Abend, als Michelle weggelaufen ist, und gesteht, ihre Tochter erstickt zu haben. Sie hat sie bis zur Fähre verfolgt, aber Michelle wollte nicht mit ihr nach Hause gehen. Sie wollte nur, dass sie ihre Jacke anzieht, weil es kalt war, aber Michelle wollte nicht.
Als Borowski sie bei ihrer Mutter ausfindig macht und sprechen will, stürzt sie sich aus dem Fenster. Dabei erleidet sie eine Wirbelsäulenfraktur, doch ihr Baby überlebt unverletzt.

## Hintergrund
Der Film wurde von Studio Hamburg und dem Norddeutschen Rundfunk produziert und unter dem Arbeitstitel Michelle – 8 Jahre in Kiel und der Umgebung gedreht.

## Rezeption

### Einschaltquoten
Die Erstausstrahlung von Borowski und die heile Welt am 3. Mai 2009 wurde in Deutschland insgesamt von 8,11 Millionen Zuschauern gesehen und erreichte einen Marktanteil von 23,7 Prozent für Das Erste.

### Kritik
Rainer Tittelbach von tittelbach.tv urteilt: „Das sachte Spiel zwischen Nähe und Distanz, das ritualisierte Versteckspielen, gelang selten so gut wie in diesem 12. Krimi um Borowski und seine ‚bessere Hälfte‘. Die Kamera ist ganz nah bei Axel Milberg – und der hat ein mimisches Repertoire drauf, dass es eine Freude ist, ihm zuzuschauen. Auch Maren Eggert zeigt einmal mehr, dass sie eine der ganz Großen ist. Blicke sind die treibende Kraft in ‚Borowski und die heile Welt‘. Auch Kamera-Blicke. Regisseur Florian Froschmeyer erzählt höchst visuell.“
Bei Stern.de stellt Kathrin Buchner fest: „Der Kieler ‚Tatort‘ ‚Borowski und die heile Welt‘ seziert ein fragiles Konstrukt, die Diskrepanz zwischen Täuschung und Wahrheit, zwischen Liebe und Selbstbetrug in Beziehungen. […] Sensibel und ohne Effekthascherei hat Regisseur Florian Froschmayer das herausragende Drehbuch von Elke Schuch und Marc Blöbaum inszeniert, mit klarem Fokus auf das Wesentliche, ohne sich in Nebensträngen zu verlieren und mit Mut zu starker Symbolik. […] Mit diesem ‚Tatort‘ katapultiert sich Axel Milberg als Kommissar Klaus Borowski mit seinem Team endgültig in die Liga der ganz großen Sonntagabend-Sozialstudien der vergangenen Jahre.“
Carin Pawlak von Focus.de fasst zusammen: „Eine Mutter als Mörderin oder: Warum die Welt nie heil ist. Wenn es einen deutschen Kurt Wallander gibt, dann heißt er Klaus Borowski. So ein schräger Ermittler tut gut.“
Die Kritiker der Fernsehzeitschrift TV Spielfilm beurteilen diesen Tatort als „stimmiges, kunstvoll gefilmtes Psychogramm“ und als ein „intimes, psychologisch ausgefeiltes Drama.“